# Unterhöhlmühle
Unterhöhlmühle (oberfränkisch: de Unda-hölml)  ist ein Gemeindeteil der Stadt Pegnitz im Landkreis Bayreuth (Oberfranken, Bayern). Unterhöhlmühle liegt in der Gemarkung Lindenhardt.

## Geografie

### Lage
Die Einöde und ehemalige Wassermühle liegt im Norden der Fränkischen Alb und acht Kilometer westsüdwestlich der Stadtmitte von Creußen. Die nächste größere Stadt ist das etwa 13 Kilometer nordnordöstlich gelegene Bayreuth. Unterhöhlmühle liegt am südlichen Rand des ausgedehnten Waldgebietes Lindenhardter Forst sowie am rechten Ufer der Fichtenohe, deren Wasserkraft einst für den Betrieb der ehemaligen Mühle genutzt wurde.

### Nachbarorte
Die Nachbarorte sind (von Norden beginnend im Uhrzeigersinn): Weiglathal im Norden, Oberhöhlmühle direkt benachbart im Nordosten, Lindenhardt im Ostnordosten, Leupsermühle/Leups im Südsüdosten und Trockau im Westen.

## Geschichte
Urkundlichen Erwähnungen von Unterhöhlmühle in historischen Dokumenten waren:
- 1366/68: „die mul zu der Helle“
- 1411: „die Mühl zu der Helle“
- 1424: „Johann Helmulner von Crewsen“
- 1495: „Helmullner“
- 1554: „Helmuel“
- 1619: „vf der undern Holmühl ... auf der untern Höllmühl, sonsten Heczamühl genannt“

Der Ortsname bedeutet „Mühle in der Hölle“, womit der Talgrund der Fichtenohe gemeint ist.
Vor der Gebietsreform in Bayern war Unterhöhlmühle ein Teil der Gemeinde Lindenhardt, die dem ehemaligen Landkreis Pegnitz angehörte. Im Rahmen der Gebietsreform wurde die Einöde zusammen mit der gesamten Gemeinde Lindenhardt in die Stadt Creußen eingemeindet.

## Religion
Die Bewohner von Unterhöhlmühle gehören wie die Einwohner der Kernstadt überwiegend der evangelisch-lutherischen Konfession des Christentums an. Die Protestanten werden von der evangelischen Pfarrei Linnhardt betreut, während die römisch-katholischen Bewohner der katholischen Pfarrei in Trockau angehören.

## Baudenkmäler
Das Hauptgebäude der denkmalgeschützten Unterhöhlmühle ist ein zweigeschossiger Satteldachbau (Standort), dessen Erdgeschoss mit hochwertigen Sandsteinquadern gebaut ist, während das Obergeschoss in kostengünstigerer Fachwerkbauweise errichtet wurde. Das mit der Aktennummer D-4-72-127-85 des BLfD  versehene Bauwerk ist mit der Jahreszahl „1883“ bezeichnet.
- Liste der Baudenkmäler in Unterhöhlmühle

## Verkehr
Die nördlich der Creußener Altstadt von der Bundesstraße 2 abzweigende Staatsstraße 2184 verläuft ein wenig nördlich von Unterhöhlmühle und führt im Anschluss daran nach Trockau weiter. Von der Staatsstraße zweigt bei der benachbarten Einöde Oberhöhlmühle eine Landstraße ab, die nach dem kleinen Ort in einen Feldweg übergeht und in Unterhöhlmühle als Sackgasse endet. Vom ÖPNV wird die Einöde direkt nicht bedient, die Oberhöhlmühle wird aber von den Regionalbuslinien 372 und 388 des VGN angefahren. Der nächste Eisenbahnhaltepunkt ist der an der Bahnstrecke Schnabelwaid–Bayreuth liegende Bahnhof Creußen(Oberfr).